# Мороу (Орегон)
Мороу (енгл. Moro) град је у америчкој савезној држави Орегон.

## Демографија
По попису из 2010. године број становника је 324, што је 13 (-3,9%) становника мање него 2000. године.
| Група             | 2000.       | 2010.       |
| Белци             | 310 (92,0%) | 299 (92,3%) |
| Афроамериканци    | 4 (1,2%)    | 0 (0,0%)    |
| Азијати           | 1 (0,3%)    | 0 (0,0%)    |
| Хиспаноамериканци | 18 (5,3%)   | 13 (4,0%)   |
| Укупно            | 337         | 324         |